# Alistair MacLeod
Alistair MacLeod (North Battleford, 20 luglio 1936 – Windsor, 20 aprile 2014) è stato uno scrittore canadese.

## Biografia
Nato a North Battleford nel 1936, a dieci anni si è trasferito con la famiglia nell'Isola del Capo Bretone, in Nuova Scozia.
Taglialegna, pescatore e minatore per pagarsi gli studi, si è laureato alla Saint Francis Xavier University, specializzandosi alla University of New Brunswick e alla Università di Notre Dame prima di insegnare scrittura creativa alla University of Windsor.
Nella sua lunga carriera iniziata nel 1976, ha scritto tre raccolte di racconti, una novella natalizia ed un unico romanzo, Calum il rosso, premiato nel 2001 con l'International IMPAC Dublin Literary Award.
Insignito del Premio PEN/Malamud nel 2009, è morto il 20 aprile 2014 a 77 anni in seguito alle complicazioni di un infarto.

## Opere principali

### Romanzi
- Calum il rosso (No Great Mischief, 1999), Milano, Frassinelli, 2001 Traduzione di Rossella Bernascone ISBN 88-7684-638-7.

### Racconti
- Il dono di sangue del sale perduto (The Lost Salt Gift of Blood, 1976), Milano, Frassinelli, 1999 Traduzione di Franca Cavagnoli e Francesca Paci ISBN 88-7684-580-1.
- As Birds Bring Forth the Sun and Other Stories (1986)
- Island: The Collected Short Stories of Alistair MacLeod (2000)

### Novelle
- To Everything There Is a Season: A Cape Breton Christmas Story (2004)